# Hartennes-et-Taux
Hartennes-et-Taux es una comuna francesa situada en el departamento de Aisne, de la región de Alta Francia.

## Geografía
Está ubicada a 12 km al sur de Soissons.

## Demografía
| 282 | 272 | 305 | 317 | 355 | 359 | 334 | 396 |
| Para los censos de 1962 a 1999 la población legal corresponde a la población sin duplicidades (Fuente: INSEE [Consultar]) |     |     |     |     |     |     |     |